# Saraz
Saraz ist eine ehemalige französische Gemeinde mit 20 Einwohnern (Stand: 1. Januar 2022) im Département Doubs in der Region Bourgogne-Franche-Comté. Sie gehörte zum Arrondissement Besançon. Die Bewohner werden Sarrasins und Sarrasines genannt.
Der Erlass des Präfekten vom 18. September 2024 legte mit Wirkung zum 1. Januar 2025 die Eingliederung von Saraz als Commune déléguée zusammen mit der früheren Gemeinde Éternoz und den ehemaligen Communes associées von Éternoz, Alaise, Coulans-sur-Lizon, Doulaize und Refranche, zur Commune nouvelle Éternoz-Vallée-du-Lison fest.

## Geografie

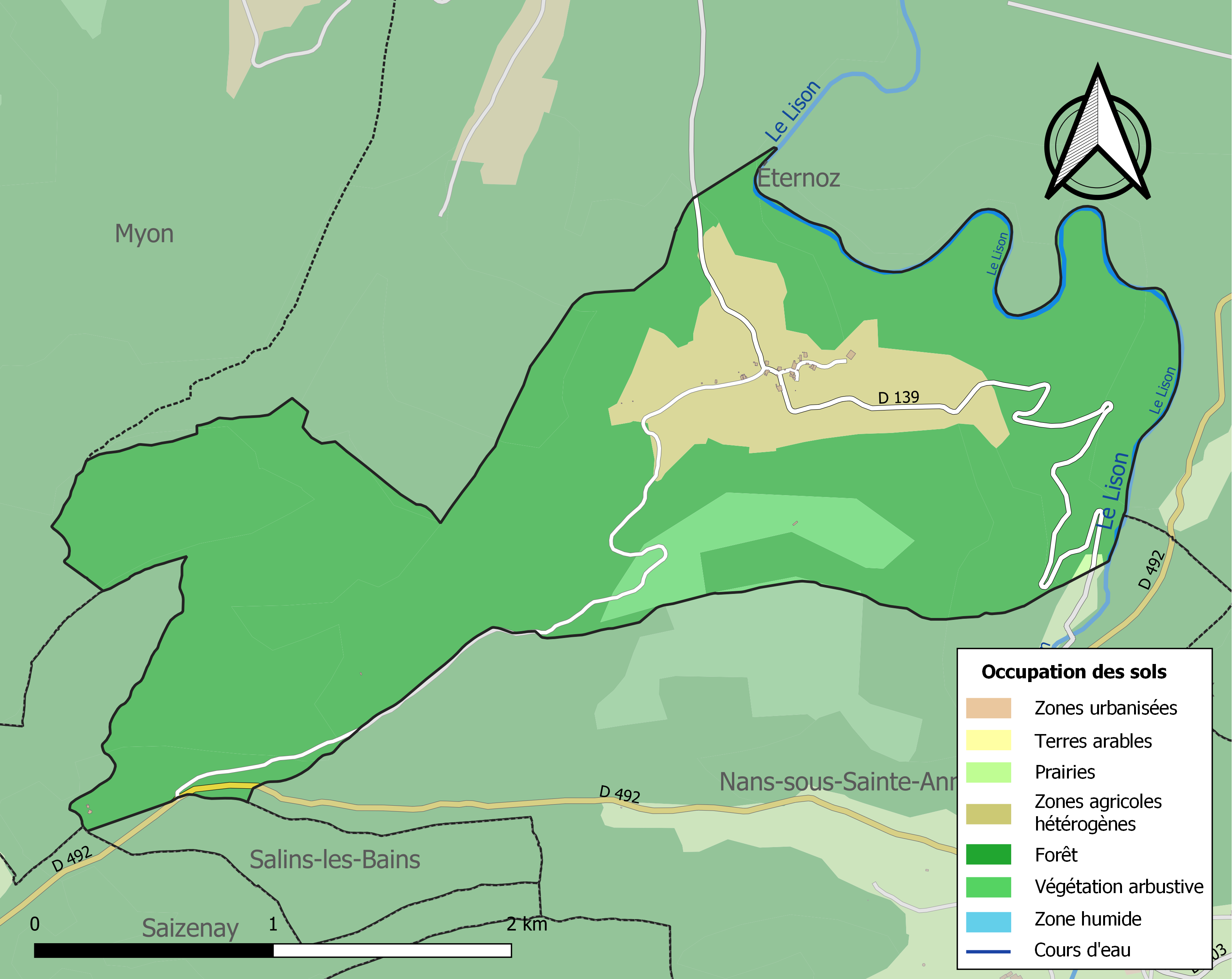
Bodennutzung, Hydrografie und Infrastruktur von Saraz (2018)

Saraz liegt etwa 27 Kilometer südlich der Stadt Besançon (Luftlinie) in der historischen Provinz Franche-Comté an der Grenze zum benachbarten Département Jura. Das Bauerndorf erstreckt sich im Jura-Gebirge auf einer Verebnungsfläche hoch über dem Tal des Lisons am nördlichen Rand der Forêt de Fertans.
Die Fläche des Ortsgebiets umfasst einen Abschnitt des französischen Juras. Der zentrale Teil des Gebietes wird von der Geländeterrasse von Saraz eingenommen, die auf durchschnittlich 520 m liegt und ungefähr 500 Meter breit sowie 1,5 Kilometer lang ist. Im Osten und Norden fällt das Gelände steil zum tief eingeschnittenen Erosionstal des Lisons ab, dessen Hänge an verschiedenen Orten von markanten Kalkfelswänden gesäumt sind. Nach Süden reicht der Ortsboden auf den breiten Rücken der Forêt de Fertans. Im Westen erstreckt sich das Ortsareal in ausgedehnte Waldgebiete und bis in den Bois de Séchin und zur Felskante Rocher de Guerche. Das Dorfzentrum befindet sich auf etwa 510 m. Die höchste Erhebung von Saraz wird im Zentrum des Ortsgebiets mit 622 m gemessen, die niedrigste mit 345 m im tief eingeschnittenen Tal des Lisons beim Verlassen aus dem Ortsgebiet.
Teile des Gebiets von Saraz gehören zu den Natura-2000-Schutzgebieten „Vallées de la Loue et du Lison“ (FR4301291) und (FR4312009) sowie von fünf ZNIEFF-Naturzonen. Rund 82 % der Fläche von Saraz sind bewaldet, rund 13 % werden landwirtschaftlich genutzt, rund 5 % entfallen auf Gebiete mit Strauch- und/oder Kräutervegetation (Stand: 2018).
Umgeben wird Saraz vom Ortsteil Éternoz im Norden und Osten und den Nachbargemeinden Nans-sous-Sainte-Anne im Süden, Saizenay und Salins-les-Bains (beide Département Jura) im Südwesten sowie Myon im Westen.

## Geschichte
Verschiedene Überreste, darunter ein Tumulus aus der Eisenzeit, weisen auf eine vorgeschichtliche Besiedlung des Ortsgebiets von Saraz hin. Das Dorf entwickelte sich vermutlich im 11. Jahrhundert und gehörte damals zum Gebiet der Herren von Scey. Im Jahr 1260 kam Saraz an die Kastlanei Montmahoux. Zusammen mit der Franche-Comté gelangte das Dorf mit dem Frieden von Nimwegen 1678 definitiv an Frankreich. Nach der Französischen Revolution kam Saraz zur Pfarrei Nans-sous-Sainte-Anne, wurde aber 1807 mit derjenigen von Alaise vereinigt. Die Dorfbewohner wehrten sich gegen eine Fusion mit Éternoz im Jahr 1973, weswegen Saraz bis 2024 eine eigenständige Kleingemeinde darstellte.

## Bevölkerungsentwicklung
| Jahr                       | 1962 | 1968 | 1975 | 1982 | 1990 | 1999 | 2006 | 2013 | 2020 |
| Einwohner                  | 49   | 33   | 32   | 21   | 23   | 21   | 22   | 10   | 17   |
| Quellen: Cassini und INSEE |      |      |      |      |      |      |      |      |      |

Die Einwohnerzahl nahm seit der ersten Hälfte des 20. Jahrhunderts markant ab (1881 wurden noch 101 Personen gezählt).

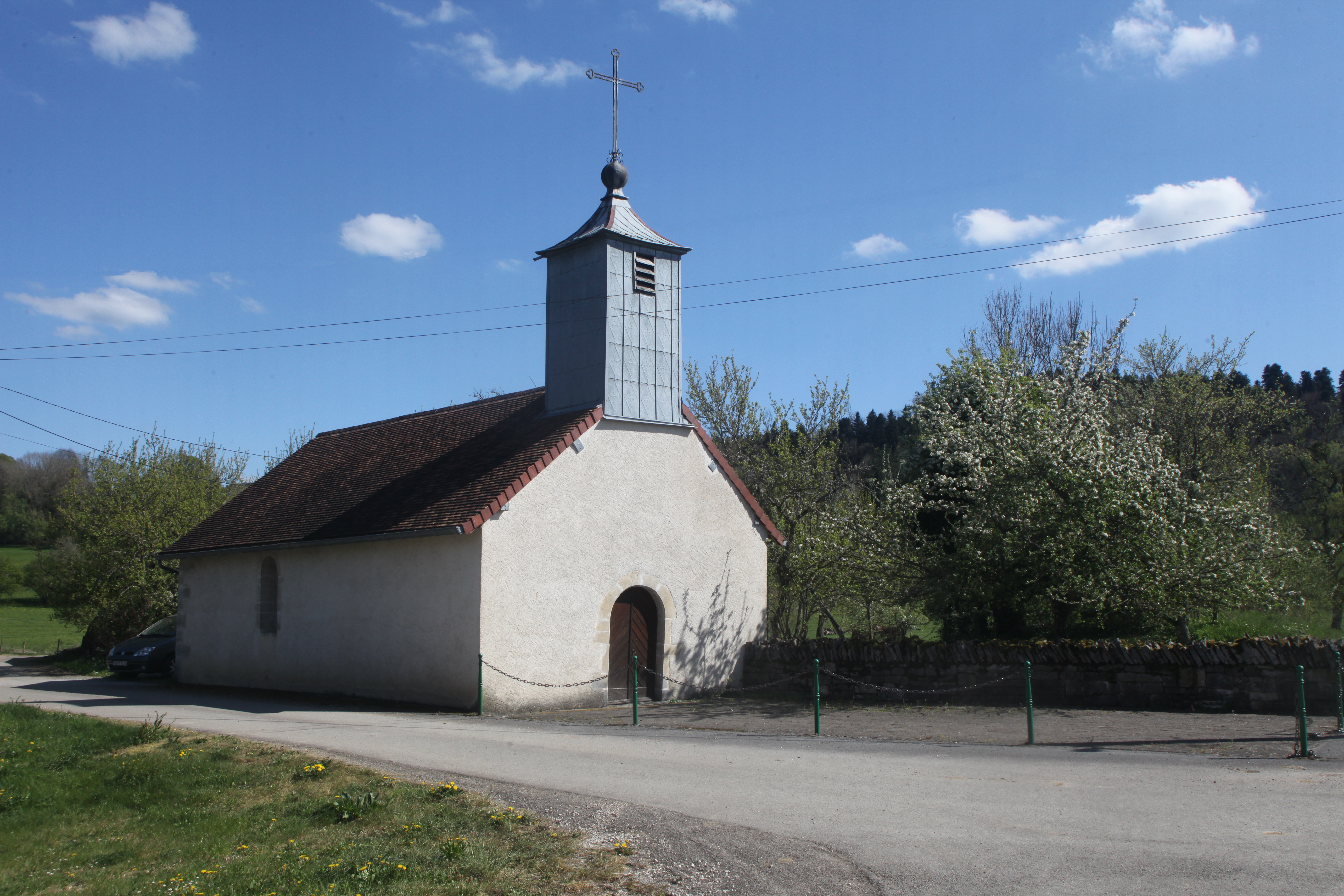
Kapelle Sainte-Anne

## Sehenswürdigkeiten
Die Kapelle Sainte-Anne wurde 1624 errichtet.